# Virgin Racing
Virgin Racing a fost o echipă de Formula 1, care a concurat în Campionatul Mondial între 2010 și 2011.

## Palmares în Formula 1
| Sezon | Piloți                         | Puncte | Loc clasament general |
| ----- | ------------------------------ | ------ | --------------------- |
| 2011  | Timo Glock / Jérôme d'Ambrosio | 0      | -                     |
| 2010  | Timo Glock / Lucas di Grassi   | 0      | -                     |